# Équipe du pays de Galles de rugby à XV au Tournoi des Cinq Nations 1971
L'Équipe du pays de Galles de rugby à XV au Tournoi des Cinq Nations 1971 le remporte en réussissant un Grand chelem (quatre victoires en quatre matches). Quatorze joueurs ont joué les quatre matches du Tournoi, Arthur Lewis a disputé trois matches et a été remplacé par Ian Hall lors du match contre l'équipe d'Écosse. L'entraîneur est Clive Rowlands.

## Les joueurs
1. Denzil Williams
2. Jeff Young
3. Barry Llewelyn
4. Mike Roberts
5. Delme Thomas
6. Dai Morris
7. John Taylor
8. Mervyn Davies
9. Gareth Edwards
10. Barry John
11. John Bevan
12. Arthur Lewis et Ian Hall
13. John Dawes (capitaine)
14. Gerald Davies
15. JPR Williams

## Résultats des matches
- Le 16 janvier, victoire 22-06 contre l'équipe d'Angleterre à Cardiff
- Le 6 février, victoire 19-18 contre l'équipe d'Écosse à Édimbourg
- Le 13 mars, victoire 23-09 contre l'équipe d'Irlande à Cardiff
- Le 27 mars, victoire 9-5 contre l'équipe de France à Colombes

## Points marqués par les Gallois

### Match contre l'Angleterre
- John Bevan (3 points): 1 essai
- Barry John (6 points) : 2 drops
- JPR Williams (3 points) : 1 pénalité
- John Taylor (4 points) : 2 transformations
- Gerald Davies (6 points) : 2 essais

### Match contre l'Écosse
- Barry John (8 points) : 1 essai, 1 transformation, 1 pénalité
- Gareth Edwards (3 points) : 1 essai
- John Taylor (5 points) : 1 essai, 1 transformation
- Gerald Davies (6 points) : 2 essais

### Match contre l'Irlande
- Gareth Edwards (6 points) : 2 essais
- Gerald Davies (6 points) : 2 essais
- Barry John (11 points) : 1 transformation, 2 pénalités, 1 drop

### Match contre la France
La France menait 5-0, avant d'être dépassée au score par les deux essais des demi d'ouverture et demi de mêlée, Barry John et Gareth Edwards.
- Barry John (6 points) : 1 essai, 1 pénalité
- Gareth Edwards (3 points) : 1 essai